# Abu Hassan
Abu Hassan és una obra dramaticomusical en un acte composta  per Carl Maria von Weber sobre un llibret en alemany de Franz Carl Hiemer, basat en Les mil i una nits de diversos autors. Es va estrenar el 4 de juny de 1811 al Residenztheater d'Altstadt-Lehel.